# Безпечне
Безпе́чне — село в Україні, у Бахмацькій міській громаді Ніжинського району Чернігівської області

## Історія
12 червня 2020 року, відповідно до розпорядження Кабінету Міністрів України № 730-р «Про визначення адміністративних центрів та затвердження територій територіальних громад Чернігівської області», увійшло до складу Бахмацької міської громади.
19 липня 2020 року, в результаті адміністративно-територіальної реформи та ліквідації Бахмацького району, село увійшло до складу Ніжинського району Чернігівської області.

## Пам'ятки
У селі є братська могила 4 радянських воїнів, які загинули при боях за село у вересні 1941 року (1957).